# Championnats d'Europe de gymnastique rythmique 2019
Navigation
Guadalajara 2018 Kiev 2020
Les 35es championnats d'Europe de gymnastique rythmique ont lieu à Bakou, en Azerbaïdjan, du 16 au 19 mai 2019.

## Médaillées
| Épreuve                  | Or | Argent | Bronze |
| ------------------------ | --- | --- | --- |
| Seniors et Juniors       | | | |
| Équipes                  | Russie Individuel senior Dina Averina Arina Averina Aleksandra Soldatova Groupe junior Amina Khaldarova Elizaveta Koteneva Anna Batasova Aleksandra Semibratova Dana Semirenko Alisa Tishchenko | Biélorussie Individuel senior Katsiaryna Halkina Alina Harnasko Anastasiia Salos Groupe junior Palina Aliaksandrava Yauheniya Kel Polina Kovalyova Viktoriya Padkidysh Palina Slancheuskaya Marharyta Yatseuskaya | Bulgarie Individuel senior Neviana Vladinova Katrin Taseva Boryana Kaleyn Groupe junior Karina Dimitrova Zhanina Georgieva Aleksandra Kyoseva Yana Momtchilova Margarita Vasileva Monika Zarkova |
| Finales senior           | | | |
| Cerceau                  | Dina Averina | Katsiaryna Halkina | Nicol Zelikman |
| Ballon                   | Arina Averina | Aleksandra Soldatova | Boryana Kaleyn |
| Massues                  | Arina Averina | Dina Averina | Vlada Nikolchenko |
| Ruban                    | Dina Averina | Aleksandra Soldatova | Boryana Kaleyn |
| Finales en groupe junior | | | |
| 5 cerceaux               | Russie Amina Khaldarova Elizaveta Koteneva Anna Batasova Aleksandra Semibratova Dana Semirenko Alisa Tishchenko                                                                                 | Ukraine Viktoriia Denysenko Nikol Krasiuk Alina Melnyk Oleksandra Panchuk Daria Shcherbakova Sofiia Tsybulia | Biélorussie Palina Aliaksandrava Yauheniya Kel Polina Kovalyova Viktoriya Padkidysh Palina Slancheuskaya Marharyta Yatseuskaya                                                                   |
| 5 rubans                 | Russie Amina Khaldarova Elizaveta Koteneva Anna Batasova Aleksandra Semibratova Dana Semirenko Alisa Tishchenko                                                                                 | Israël Amit Hedvat Emili Malka Mishel Mialitz Romi Paritzki Duaba Svertsov | Biélorussie Palina Aliaksandrava Yauheniya Kel Polina Kovalyova Viktoriya Padkidysh Palina Slancheuskaya Marharyta Yatseuskaya                                                                   |